# Centrale nucleare di Kakrapar
La centrale nucleare di Kakrapar è una centrale nucleare indiana situata a Surat presso il Distretto di Surat, nello stato di Gujarat. La centrale è composta da 4 reattori di tipologia PHWR per 1464 MW totali, 3 in funzione ed uno in costruzione.